# José María Sáinz Fernández
José María Sáinz Fernández   (Igollo, 20 de maig de 1947), conegut familiarment com a Titín Sáinz és un antic pilot de motociclisme espanyol que destacà en competicions estatals de motocròs durant la dècada del 1970. Malgrat no haver guanyat mai el Campionat d'Espanya de motocròs, hi protagonitzà bones actuacions durant anys, la millor de les quals a la temporada de 1974, quan hi acabà en tercera posició final.
Cal no confondre'l amb Jesús Sáiz, un altre pilot espanyol d'èxit que sí que guanyà algun títol estatal, per bé que uns quants anys abans que Titín comencés a destacar. Sovint, però, pel fet de ser tots dos de Santander i tenir cognoms semblants, apareixen a les cròniques de l'època o posteriors amb els noms equivocats.